# Spock außer Kontrolle
Spock außer Kontrolle (Originaltitel: Operation -- Annihilate!) ist die 29. Episode der ersten Staffel der Science-Fiction-Fernsehserie Raumschiff Enterprise. Sie wurde in englischer Sprache erstmals am 13. April 1967 bei NBC ausgestrahlt. In Deutschland war sie zum ersten Mal am 25. Januar 1988 in einer synchronisierten Fassung bei Sat.1 zu sehen, nachdem das ZDF sie bei der deutschen Erstausstrahlung der Serie in den Jahren 1972 bis 1974 übergangen hatte.

## Handlung
Im Jahr 2267 bei Sternzeit 3287,2 fliegt die Enterprise zur Deneva-Kolonie, um zu untersuchen, warum der Funkkontakt abgebrochen ist. Captain Kirk ist besorgt, da sein Bruder Sam mit seiner Familie auf dem Planeten lebt. Der erste Offizier Spock stellt bei seinen Recherchen fest, dass mehrere benachbarte Sternensysteme in der Vergangenheit von einer Art Massenwahnsinn heimgesucht wurden, und befürchtet, dass die Krankheit nun auf Deneva übergegriffen hat. Steuermann Sulu ortet ein kleines Raumschiff, das direkt auf die Sonne von Deneva zusteuert. Die Enterprise versucht, das Schiff abzufangen, doch es ist zu spät. Bevor das Schiff verglüht, setzt der Pilot noch einen Funkspruch ab, in dem er sich freut, dass er nun endlich frei sei.
Kommunikationsoffizierin Uhura kann kurzzeitig Kontakt zu Kirks Schwägerin Aurelan aufnehmen, doch der reißt schnell wieder ab. Ein Außenteam bestehend aus Kirk, Spock, Schiffsarzt McCoy, Chefingenieur Scott, Yeoman Zahra und einem Sicherheitsoffizier beamt nun auf den Planeten. Sie finden eine scheinbar menschenleere Stadt vor, doch schon bald kommt ihnen eine Gruppe von Männern entgegen, die sie einerseits mit Knüppeln bedrohen und andererseits zur schnellen Umkehr mahnen. Mittels Phasern werden die Männer betäubt, doch McCoy stellt fest, dass ihr Nervensystem mehr Aktivität aufweist, als es sollte, so als ob die Männer durch irgendetwas stimuliert würden. Als das Außenteam nun das Büro von Kirks Bruder betritt, finden sie ihn dort tot vor. Seine Frau und ihr Sohn Peter sind noch am Leben. Kirk und McCoy kehren mit den beiden auf die Enterprise zurück.
Auf der Enterprise erfährt Kirk von Aurelan, dass vor acht Monaten ein Schiff vom Nachbarsystem Ingraham B schreckliche „Dinge“ nach Deneva gebracht hätte. Sie kontrollieren nun die Bewohner von Deneva und zwingen sie, Schiffe zu bauen. Aurelan kann Kirks Fragen nur unter großen Schmerzen beantworten und stirbt schließlich. Peter ist die ganze Zeit bewusstlos.
Kirk schließt sich nun wieder dem Außenteam an, das inzwischen ein seltsames Summen bemerkt hat und dem jetzt nachgehen will. In einem Gebäude finden sie mehrere scheibenförmige Wesen, die an der Decke und den Wänden kleben. Da die Phaser nur eine geringe Wirkung zeigen, tritt das Außenteam den Rückzug an. Eines der Wesen heftet sich dabei an Spocks Rücken. Kirk kann es entfernen, doch Spock leidet nun große Schmerzen. Auf der Enterprise wird Spock von McCoy untersucht, der feststellt, dass das Wesen ihm mit einem Stachel Gewebe injiziert hat, das sich rasch mit seinem Nervensystem verbindet. Die Infektion zeigt schnell Wirkung: Spock stürmt von der Krankenstation auf die Brücke und will die Enterprise aus dem Orbit von Deneva steuern. Mit vereinten Kräften kann er überwältigt und zurück auf die Krankenstation gebracht werden. Dort wird sein Geist wieder klarer und er behauptet, den Schmerz, den ihm die Wesen zufügen, kontrollieren zu können. Als er später allein ist, bricht er erneut aus der Krankenstation aus und will wieder auf den Planeten beamen. Im Transporterraum hindert ihn Scott daran. Spock kann Kirk und McCoy aber schließlich überzeugen, ihn gehen zu lassen, um ein lebendes Exemplar der Wesen einzufangen.
Spock gelingt es, eines der Wesen zu fangen. Bei der folgenden Untersuchung stellt er eine große Ähnlichkeit mit einer Hirnzelle fest und vermutet, dass die einzelnen Wesen Teil eines gemeinsamen Bewusstseins sind. Durch den Vorfall mit dem kleinen Raumschiff kommt Kirk auf die Idee, dass die Sonne irgendeine schädliche Wirkung auf die Wesen hat. Nachdem Versuche mit Hitze und Strahlung an dem gefangenen Exemplar wirkungslos bleiben, erweist sich schließlich grelles Licht als der Schlüssel. Nachdem das Exemplar damit getötet werden konnte, bietet sich nun Spock für einen Versuch an. Tatsächlich kann das grelle Licht die Infektion in ihm abtöten, doch er verliert bei dem Versuch sein Augenlicht. Kurz darauf bringt Krankenschwester Chapel die Ergebnisse der Analyse des toten Wesens. Demnach war die intensive Lichtstärke gar nicht nötig gewesen, denn tödlich war ausschließlich der UV-Anteil des Lichts. Spocks Erblindung wäre also vermeidbar gewesen. Spock macht McCoy aber keine Vorwürfe, da er sich selbst zu dem Versuch entschieden hat.
Kirk lässt nun unverzüglich 210 Satelliten starten, die Deneva mit UV-Strahlung beschießen. Die Wirkung tritt sofort ein: Die Wesen sterben und die Bewohner des Planeten werden von der Infektion geheilt. Wenig später betritt Spock die Brücke der Enterprise. Zum Erstaunen aller kann er wieder sehen. Durch die grelle Sonne seines Heimatplaneten Vulkan hat sein Volk ein zweites inneres Augenlid entwickelt, das rein instinktiv arbeitet und ihn vor dem dauerhaften Erblinden bewahrt hat.

## Besonderheiten

### Verbindungen zu anderen Star-Trek-Produktionen
Einige Elemente aus dieser Folge wurden in späteren Star-Trek-Produktionen wieder aufgegriffen:
- James T. Kirks Bruder Sam, der bereits in der Folge Der alte Traum erwähnt wurde, ist hier zum ersten und einzigen Mal in Raumschiff Enterprise zu sehen. Sam Kirk wird hier ebenfalls von William Shatner gespielt, dem für diese Rolle lediglich eine andere Frisur und ein Schnurrbart verpasst wurden. Obwohl in Der alte Traum gesagt wird, dass Sam Kirk drei Kinder hat, werden in Spock außer Kontrolle keine Geschwister von Peter Kirk erwähnt. In der 2022 gestarteten und acht Jahre vor den Ereignissen in Spock außer Kontrolle spielenden Serie Star Trek: Strange New Worlds spielt Sam Kirk (hier dargestellt von Dan Jeannotte) eine Nebenrolle.
- Dass Vulkanier ein inneres Augenlid besitzen, wurde in Folge 4.07 (Der Anschlag) von Star Trek: Enterprise aus dem Jahr 2004 ebenfalls erwähnt.
- Der Planet Deneva wird in mehreren späteren Folgen des Franchises erwähnt.

### Besonderheiten der deutschen Synchronfassung
Aurelan Kirk wird in der deutschen Synchronfassung „Aurelia“ genannt.

## Produktion

### Drehbuch
Steven W. Carabatsos arbeitete als Story Editor für die Serie Raumschiff Enterprise. Sein Vertrag sah vor, dass er mindestens ein eigenes Drehbuch abliefern sollte. Da er die Serie Ende 1966 verließ und immer noch kein Drehbuch vorgelegt hatte, griff er kurzfristig einen Vorschlag Gene Roddenberrys zu einer Geschichte namens Operation: Destroy! auf. Im ersten Entwurf kamen Sam und Peter Kirk noch nicht vor. Aurelan sollte hier die Frau des Denevaners sein, der sein Raumschiff in die Sonne lenkt. Auch die Vernichtung der Parasiten durch Licht wurde erst in einer Überarbeitung eingefügt. Im ursprünglichen Entwurf sollte ihr Heimatplanet vernichtet werden.
Eine Szene mit einem Gespräch zwischen Kirk und seinem Neffen, in dem letzterer erklärt, dass er auf Deneva bei einem Kollegen seines Vaters und dessen Familie bleibt, wurde zwar gedreht, aber nicht in die Endfassung der Folge übernommen.

### Darsteller
Craig Hundley, Darsteller von Peter Kirk, spielte auch Tommy Starnes in der Folge Kurs auf Marcus 12. Er beendete seine Schauspielkarriere Ende der 1970er Jahre und widmete sich stattdessen ganz der Musik. Unter seinem späteren Namen Craig Huxley trug er zum Soundtrack der Zeichentrickserie Die Enterprise und von Star Trek: Der Film bei. Der von ihm entwickelte Blaster Beam prägte die Musik von Star Trek: Der Film maßgeblich.
Fred Carson, der hier einen Denevaner spielt, übernahm später eine Statistenrolle in der Folge Spocks Gehirn.
Jerry Catron, der hier einen Denevaner spielt, stellte später Lieutenant Montgomery in den Folgen Planeten-Killer und Reise nach Babel dar.

### Drehorte und Kulissen
Als Drehort für die Deneva-Kolonie diente der TRW Space and Defense Park (seit 2002 Northrop Grumman Space Park) in Redondo Beach, Kalifornien. Für die Außenaufnahmen von Sam Kirks Labor wurde die Schoenberg Hall der University of California, Los Angeles genutzt.

## Adaptionen
James Blish schrieb eine Textfassung von Spock außer Kontrolle, die auf Englisch erstmals 1968 in der Geschichtensammlung Star Trek 2 erschien. Die deutsche Übersetzung erschien 1972.
Der nicht-kanonische Comic Die Neue Zeit II (Originaltitel: Operation: Annihilate) von Mike Johnson und Joe Corroney aus dem Jahr 2012 erzählt eine alternative Version der Geschehnisse von Spock außer Kontrolle in der Kelvin-Zeitlinie.

## Rezeption
Christian Blauvelt listete Spock außer Kontrolle 2022 auf hollywood.com in einem Ranking aller 79 Raumschiff-Enterprise-Folgen auf Platz 36.

## Parodien und Anspielungen
Die Folge 3.07 (Der Tag, an dem die Erde verdummte) der Zeichentrickserie Futurama von 2001 ist größtenteils eine Parodie von Spock außer Kontrolle.
In der Folge Come What My der Fanserie Star Trek: New Voyages von 2004 erwähnt Kirk den Umzug seines Bruders Sam nach Deneva.